# (3953) Perth
(3953) Perth (1986 VB6) – planetoida z pasa głównego asteroid okrążająca Słońce w ciągu 3,4 lat w średniej odległości 2,26 j.a. Odkryta 6 listopada 1986 roku.